# Dolceacqua
Dolceacqua là một đô thị ở tỉnh Imperia trong vùng Liguria, tọa lạc khoảng 120 km về phía tây nam của Genova và khoảng 35 km về phía tây của Imperia, on the border with France. Tại thời điểm ngày 31 tháng 12 năm 2004, đô thị này có dân số 1.998 người và diện tích là 20,2 km².
Dolceacqua giáp các đô thị sau: Airole, Apricale, Breil-sur-Roya (France), Camporosso, Isolabona, Perinaldo, Rocchetta Nervina, San Biagio della Cima, và Ventimiglia.